# Michael Muhr (Politiker)
Michael Muhr (* 31. Juli 1845 (laut Eigenangabe; am 29. Juli 1845 laut Taufeintrag) in Wels; † 21. Januar 1912 in Linz) war Privatier, Hausbesitzer und Abgeordneter zum Österreichischen Abgeordnetenhaus.

## Leben
Michael Muhr war Sohn des Fleischhauers und Darmhändlers Anton Muhr († 1873). Er machte eine Fleischhauerlehre, wurde Fleischergeselle und ab 1874 Fleischhauer in Linz. Im Jahr 1894 verkaufte er das Geschäft und wurde Privatier und Hausbesitzer. Zwischen 1899 und 1907 war er Rechnungsprüfer und von 1907 bis 1912 Mitglied der Direktion des Oberösterreichischen Volkskredit in Linz. Von 1901 bis 1912 war er auch Rechnungsprüfer des Katholischen Pressvereins für Oberösterreich. Bis 1912 war er Mitglied des Ausschusses des Katholischen Volksvereins für Oberösterreich.
Michael Muhr war von 1892 bis 1895 und von 1899 bis 1902 Mitglied im Oberösterreichischen Landtag (VIII. und IX. Wahlperiode), als Abgeordneter der Städte und Industrialorte (Stadt Wels) (bis 1895, als Nachfolger von Johann Schauer) bzw. als Abgeordneter der Städte und Industrialorte (Wahlbezirk Enns) (ab 1899, als Nachfolger von Johann Eberstaller). Von 1879 bis 1882 war er auch Gemeinderat von Linz.
Er starb am 21. Januar 1912 im Alter von 66 Jahren an einem Herzfehler (Insufficientia mitralis).
Er war römisch-katholisch und ab 1874 verheiratet mit Josefine Prasch, mit der er aber keine Kinder hatte.

## Politische Funktionen
Michael Muhr war vom 27. März 1897 bis zum 7. September 1900 Abgeordneter des Abgeordnetenhauses im Reichsrat (IX. Legislaturperiode) und war dort für die Kurie Oberösterreich, Städte 2 (Freistadt, Leonfelden, Oberneukirchen, Zwettl an der Rodl, Königswiesen, Weißenbach, Perg, Schwertberg, Prägarten, Tragwein, Grein, Rohrbach, Aigen, Haslach, Lembach, Neufelden, Enns, St. Florian, Steyregg, Mauthausen, St. Georgen an der Gusen) zuständig.

## Klubmitgliedschaften
Michael Muhr war Mitglied im Klub der Katholischen Volkspartei.